# Jürgen Cieslik
Jürgen Cieslik (* 6. September 1939 in Dortmund) ist ein deutscher Journalist und Autor. Seit Anfang der 1970er Jahre hat er sich unter anderem auf die Historie von altem Spielzeug und insbesondere Blechspielzeug spezialisiert.

## Leben
Jürgen Cieslik veröffentlichte mit 14 Jahren eine Kurzgeschichte in der Wochenendausgabe der Ruhr-Nachrichten in Dortmund. Er volontierte bei der Westfälischen Rundschau in Dortmund in mehreren Lokal-Redaktionen und wurde politischer Redakteur. Nach vier Jahren übernahm er die Pressestelle des Instituts für angewandte Sozialwissenschaft in Bad Godesberg. Cieslik wechselte dann in die Politik-Redaktion der Bild-Zeitung in Hamburg. Ab 1967 war er politischer Korrespondent für Bild und Bild am Sonntag in der Bundeshauptstadt Bonn. 1970 folgte der Wechsel als Referent für Presse und Öffentlichkeitsarbeit in das Bundesministerium für Jugend, Familie und Gesundheit, einschließlich Fachaufsicht der Bundeszentrale für gesundheitliche Aufklärung in Köln. Im Jahr 1977 wurde er Pressesprecher der Deutschen Krankenhausgesellschaft in Düsseldorf. Hier betreute er zeitgleich fast zehn Jahre als Chefredakteur die monatlich erscheinende Zeitschrift „das Krankenhaus“ zu Krankenhaus-Politik und -Management und leitete bis 1986 zusätzlich als PR-Berater die damals größte Krankenhausfachmesse der Welt, die Interhospital. 
Seit 1986 widmet sich Jürgen Cieslik gemeinsam mit seiner Ehefrau Marianne der Verlagsarbeit und Autoren-Tätigkeit in Bezug auf altes Spielzeug. Er baute ab 1995 die weltweit größte internationale Veranstaltung für Teddybär-Hersteller und -macher auf, die Teddybär Total, an der er bis 2004 beteiligt war. Er ist verantwortlich für die Website blechsammlertreff.com, einem Treffpunkt für Freunde von altem Blechspielzeug.

## Schriften (Auswahl)
- Weltraumfahrt, Fackelträger-Verlag Schmidt-Küster, Hannover 1969.
- So kam der Mensch ins Weltall. Dokumentation zur Weltraumfahrt, Fackelträger-Verlag Schmidt-Küster, Hannover 1970.
- (mit Marianne Cieslik): Puppen. Europäische Puppen 1800–1930, Europäische Bildungsgemeinschaft u. a., Stuttgart 1979.
- Blechspielzeug. Eisenbahnen, Autos, Schiffe und Flugzeuge (= Heyne Sammlerbibliothek, Bd. 7), Heyne, München 1980.
- (mit Marianne Cieslik): Puppen sammeln, Vollmer, München 1980.
- (mit Marianne Cieslik): Cieslik’ Lexikon der deutschen Puppenindustrie, Marianne Cieslik Verlag, Jülich 1984.
- (mit Marianne Cieslik): Cieslik’s Puppen-Bestimmungsbuch, Marianne Cieslik Verlag, Jülich 1985.
- (mit Marianne Cieslik): Knopf im Ohr – die Geschichte des Teddybären und seiner Freunde, Marianne Cieslik Verlag, Jülich 1989.
- (mit Marianne Cieslik): Das große Schildkröt-Buch. Celluloidpuppen von 1896 bis 1956, 2. überarbeitete Auflage, Marianne Cieslik Verlag, Jülich 2002.
- (mit Marianne Cieslik): Lexikon der deutschen Blechspielzeug-Industrie, Verlag Marianne Cieslik, Jülich 2014.